# Organisation mondiale de la santé
« OMS » et « WHO » redirigent ici. Pour les autres significations, voir OMS (homonymie) et Who.
L'Organisation mondiale de la santé (OMS) est une agence spécialisée de l'Organisation des Nations unies (ONU) pour la santé publique créée en 1948. Elle dépend directement du Conseil économique et social des Nations unies et son siège se situe à Pregny-Chambésy, dans le canton de Genève, en Suisse.
Selon sa constitution, l'OMS a pour objectif d'amener tous les peuples des États membres et partenaires au niveau de santé le plus élevé possible, la santé étant définie dans ce même document comme un « état de complet bien-être physique, mental et social et ne consistant pas seulement en une absence de maladie ou d'infirmité ».
Depuis le 1er juillet 2017, le directeur général de l’institution est Tedros Adhanom Ghebreyesus,.

## Histoire

### Avant 1948: institutions précédentes
Vers 1850 différents dispositifs sont pris afin de mettre en place des mesures de quarantaines principalement destinées à protéger les États européens contre la peste. En 1851, la première conférence sanitaire internationale a lieu à Paris, regroupant douze États, qui discute d'une convention sanitaire internationale signée en janvier 1852 pour lutter contre la peste, la fièvre jaune et le choléra. Cependant cette convention n'est ratifiée que par la France et la Sardaigne, puis par le Portugal, avant d'être abandonnée. Plusieurs autres conférences suivent, sans résultats.
En 1892, la septième conférence, à Venise, permet la signature d'une convention sanitaire internationale sur le choléra. En 1897, une convention sanitaire internationale sur la peste est signée à son tour. En 1903, une conférence met en place la convention sanitaire internationale regroupant ces deux dernières. Cette conférence se fixe également pour objectif de créer une institution internationale en matière de santé. En 1907, « l'Office international d'hygiène publique » (OIHP) est créé à Rome et doté d'un secrétariat permanent ainsi que d'un « comité permanent ». Ce comité organise plusieurs conférences au cours des années suivantes. L'OIHP est à sa création composé de douze nations, sa langue officielle est le français et son siège à Paris. Elle a pour fonction d'assurer la surveillance et la lutte de la peste, du choléra et de la fièvre jaune. Petit à petit l'OIHP obtient des mandats sur des nouvelles maladies, par exemple la tuberculose. En 1926, la conférence de l'OIHP adopte une nouvelle convention sanitaire internationale étendant ses dispositions à la variole et au typhus. Durant la Première Guerre mondiale, l'OIHP concentre ses compétences sur les traumatismes liés à la guerre.
En 1902, le Bureau sanitaire panaméricain est fondé, notamment pour l'échange de donnés épidémiologiques et pour coordonner la lutte contre les épidémies. Ses fonctions sont renforcées en 1924 par le Code sanitaire panaméricain.
À la fin de la Première Guerre mondiale, un certain nombre de pays, et des personnalités influentes au sein de la communauté internationale comme Camille Barrère, s'opposent à ce que l'OIHP passe sous le contrôle de la toute nouvelle Société des Nations (SDN). La grippe espagnole de 1918-1919, qui fit, selon les sources, entre 30 et 100 millions de morts (plus que la Première Guerre mondiale), pousse la SDN à créer en 1923 le « comité d'hygiène » de la SDN, considéré comme l'ancêtre de l'OMS. Dominée par la France et le Royaume-Uni, la surveillance sanitaire du Comité couvre, à la fin des années 1920, 70 % du globe. Le comité d'hygiène se développe dans les domaines et maladies où l'OIHP n'est pas active comme le cancer, la malaria ou la lèpre, avec des compétences techniques plus importantes que l'OIHP. Les deux institutions coopèrent sur quelques sujets.
Jusqu'à la Seconde Guerre mondiale, trois organismes sanitaires internationaux coexistent : deux en Europe, l'OIHP et l'Organisation d'Hygiène de la Société des Nations, tandis qu'aux États-Unis, l'Organisation sanitaire panaméricaine (PAHO) constitue le troisième organisme international de santé. Durant la Seconde Guerre mondiale, les Alliés créent un comité inter-allié sur les questions sanitaires et de secours, qui sera en 1943 remplacé par l'Administration des Nations unies pour le secours et la reconstruction, basée à Washington. Cette dernière institution obtient notamment des compétences sur la formation et l'organisation médicale, la fourniture de matériel médical, avec une approche principalement médicamenteuse.

### Créations et début

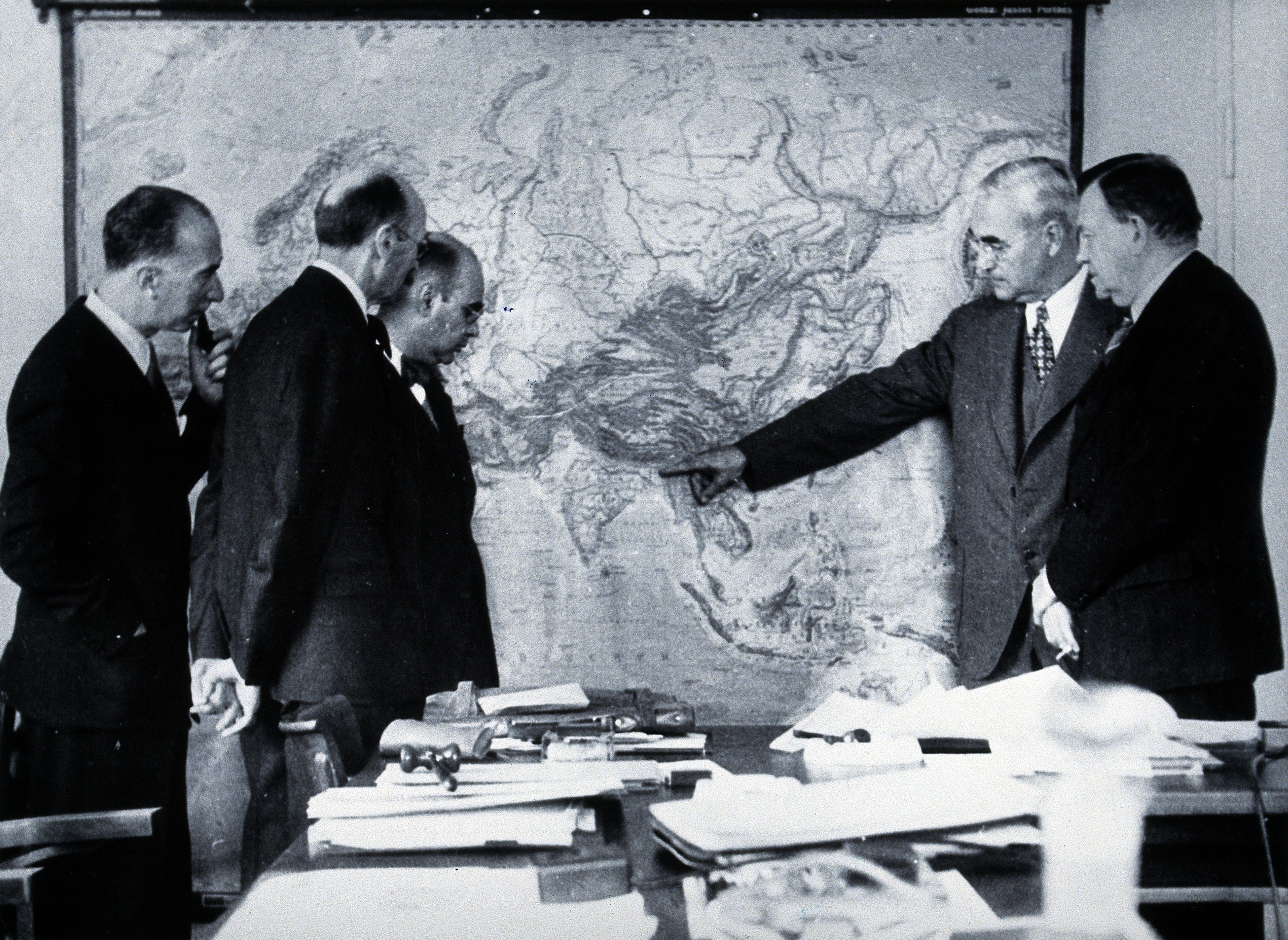
Commission intermédiaire réunie au sujet de la Malaria en 1947.

À la conférence de San Francisco en 1945, l'inclusion de la santé dans les domaines de compétence des Nations unies est abordée, pour rapidement se diriger vers la création une organisation spécialisée dans ce domaine. En 1946, une commission technique rassemble des experts de certains pays ainsi que des représentants d'autres organisations de santé déjà en place. En 1946, une conférence internationale met en place la Constitution de l'OMS, adoptée à New York par la Conférence mondiale de la santé le 22 juillet 1946. Elle a été signée par les représentants de 61 États et est entrée en vigueur le 7 avril 1948, à la suite de la ratification du 26e membre,. Entre 1946 et 1948, une commission intermédiaire règle l'intégration des organisations de santé au sein de l'OMS, tel que l'OIHP, l'Organisation d'hygiène de la société des nations, l'UNRRA et le Bureau sanitaire panaméricain et gère l'articulation avec l'ONU et ses autres agences, comme la FAO. Elle prépare également la première assemblée générale qui définit les agences régionales et la localisation du siège de l'OMS. En juin 1948, la première assemblée générale se tient à Genève, ville choisie comme siège, en regroupant 53 membres, 9 observateurs et de représentants de plusieurs organisations tel que l'ONU ou l'Organisation panaméricaine de la santé. Les bureaux régionaux sont créés entre 1949 et 1952, celui de l'Europe est créé en 1951.
À la différence des institutions qui la précèdent, l'un des objectifs principaux de l'OMS à sa création est d'élever le niveau de santé de la population mondiale et non plus uniquement de ses pays membres, notamment les pays occidentaux. Cet objectif se retrouve dans sa constitution. À sa création, l'OMS détermine un certain nombre d'axes d'action, tels que : l'assistance technique pour les états en demande, l'organisation d'accords internationaux, de normes et de typologies en matière de santé, le soutien à la recherche et à la formation médicale, le recoupement des données statistiques à l'échelle mondiale. Ces axes d'actions thématiques doivent répondre aussi à des priorités sanitaires, notamment le paludisme, la santé de la mère et de l'enfant, la tuberculose, l'alimentation et les MST.
En 1950, à la suite de la découverte des antibiotiques, l'OMS conseille les pays pour un usage adapté. La même année, l'ONU effectue une campagne contre la tuberculose avec une inoculation massive du vaccin BCG, s'appuyant sur le service d'information épidémiologique par télex mis en place à partir de 1947. Entre 1952 et 1964, une campagne portant sur une injection unique de pénicilline contre le pian réduit drastiquement la portée de cette maladie. En 1952, l'OMS débute les campagnes mondiales de vaccination contre la poliomyélite aboutissant à sa quasi-éradication. En 1955, l'OMS débute un programme de lutte contre le paludisme, qui n'atteint pas ses objectifs. À la suite de l'échec relatif attribué au manque de ressources et au défaut d’observance, l’accent a été porté sur les initiatives locales, la santé communautaire ainsi que sur l’implication des usagers et de la société civile [réf. nécessaire]. Les années 1960 sont marquées par les thématiques de la décolonisation et du manque de moyen des pays en développement, qui induit la relocalisation de ressources vers ces besoins, notamment en termes de formations de personnels. En 1963, un programme de vaccinations contre la rougeole est mis en place. En 1969, le premier règlement sanitaire international est créé pour la surveillance de 6 maladies infectieuses graves : choléra, peste, fièvre jaune, variole, fièvre récurrente et typhus. En 1972, un programme est promulgué visant à améliorer la santé sexuelle et reproductive.
En 1958, Viktor Zhdanov, vice-ministre de la Santé de l'URSS, demande à l'OMS de lancer une initiative mondiale visant à éradiquer la variole, qui a abouti à la résolution WHA11.54. À cette époque, 2 millions de personnes mouraient de la variole chaque année. Lancé en 1959 à l'initiative des pays communistes, avec une accélération à partir de 1967 et jusqu'en 1977, le programme d'éradication de la variole enregistre d'importants progrès,. En 1979, la variole est éliminée.

### À partir de 1973: stratégie «Santé pour tous»
Dans les années 1970, des programmes de lutte contre le pian, la tuberculose et la bilharziose rencontrent un certain succès, alors que des préoccupations nouvelles apparaissent concernant le choléra, la peste et les MST.
Halfdan Mahler élu directeur général en 1973 a donné la priorité à la médecine sociale : considérer la santé plutôt que les maladies, utiliser du personnel médical qui ne soit pas nécessairement titulaire d'un diplôme de médecin dans les interventions sanitaires, inscrire la santé dans un ensemble comprenant l’éducation, la gestion de l’eau et l’alimentation, le tout dans le cadre de la lutte contre la pauvreté. Les médicaments destinés aux soins de santé primaire ont la priorité. Cette orientation concerne tant les pays développés, où les frais de médicaments s’envolent souvent, entraînés par une surconsommation ou une mauvaise utilisation, que les pays du Sud. En 1974, un programme de vaccination mondiale infantile est lancé,. La même année, une campagne contre l'onchocercose est lancée. En 1975, une campagne de lutte contre les maladies tropicales est lancée à son tour, ciblant particulièrement 8 de ces maladies. En 1977, l’OMS publie une liste de substances peu coûteuses permettant de traiter les maladies à forte prévalence. En 1978, l'OMS, au travers de la déclaration d'Alma-Ata, élabore d'une nouvelle stratégie appelée "Santé pour tous" pour l'an 2000 fixant les bases de la revendication actuelle de l'OMS pour une couverture sanitaire universelle,. Cette déclaration fixe des principes comme l'égalité des droits au soin, la participation de la population, l'importance de la prévention, d'une approche holistique tant scientifique qu'économique. Elle définit la notion de soins primaires, qui fonde ses axes d'action sur l'éducation à la santé, une bonne alimentation, l'accès à l'eau potable et à l'assainissement, la santé de la mère et de l'enfant, la vaccination contre les maladies infectieuses, le contrôle des épidémies et des pandémies, les soins médicaux courants et l'accès au matériel médical. En 1979, la variole est déclarée comme éradiquée.

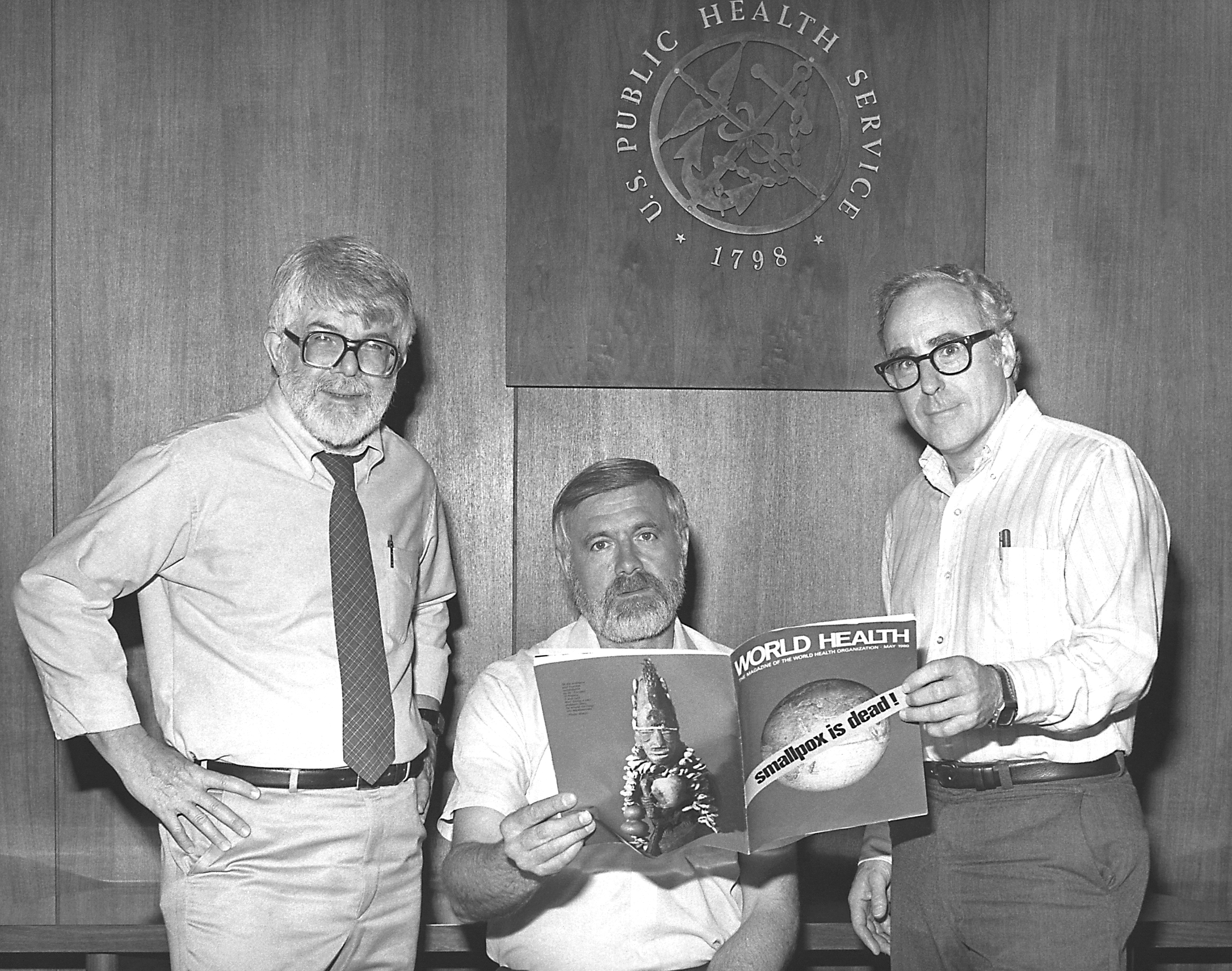
Trois des anciens directeurs du Programme mondial d'éradication de la variole lisant la nouvelle de l'éradication de la variole dans le monde, en 1980.

Certains auteurs considèrent qu'à partir des années 1980, l'OMS connut une certaine « traversée du désert » en raison de choix contestables (quasi-démantèlement du Bureau sur la tuberculose) et de l'hostilité de certains pays (États-Unis, Royaume-Uni) opposés à ce qu'ils considéraient être une politique coûteuse. L’industrie pharmaceutique a contesté tant la composition de la liste de médicaments essentiels que le principe même de son établissement. Elle la considérait comme un obstacle à l’optimisation des soins médicaux et au progrès. En 1979, l’OMS augmentait la liste à 300 médicaments et ne la préconisait plus que pour le Sud. Avant 1987, le premier médicament antirétrovial est homologué par l'OMS. En 1985, un programme de lutte contre le Sida est mise en route. En 1986, la charte d'Ottawa pour la promotion de la santé est établie. La même année, sous l’influence de leurs industries pharmaceutiques, les États-Unis demandent à l’Assemblée mondiale de la santé (AMS) de modifier la politique de l’OMS. Celle-ci devait se limiter à des programmes verticaux de lutte contre les maladies prioritaires. À la suite du refus de l’Assemblée, les États-Unis suspendent le paiement de leur cotisation, qui représente 25 % du budget. En 1988, Mahler n’a pas été reconduit à la direction générale. Il a été remplacé par le libéral Hiroshi Nakajima. Les États-Unis ont repris une participation mais sous forme d’une contribution volontaire à des programmes ciblés en dehors du contrôle de l’Assemblée mondiale de la santé. Les enjeux sanitaires mondiaux étaient alors pris en charge par des fondations privées ainsi que par la Banque mondiale. Toujours en 1988, un programme pour éradiquer la poliomyélite est lancé.
Dans les années 1990, l’OMS est concurrencée par la Banque mondiale. Celle-ci réagit aux critiques concernant les conséquences des ajustements structurels sur la santé des populations. Très vite, les moyens qu’elle déploie pour l’amélioration de la santé se trouvent sans commune mesure avec ceux de l’OMS. Les critères d’action de la Banque mondiale n’étaient pas les mêmes que ceux de l’OMS. La Banque mondiale utilisait un indicateur d’efficacité (DALY) qui calculait le coût/bénéfice sur la base du nombre d’années de vie perdues par pathologie. L’OMS en revanche avait une approche clinique plutôt que de rentabilité. Ainsi, dans la lutte contre la tuberculose, elle appliquait la stratégie DOTS. L’accent était mis sur le risque de résistance aux antibiotiques et de développement de souches multi-résistantes. Peu à peu l’OMS est marginalisée dans les politiques de santé. La Banque mondiale et les Fonds privilégient les partenariats public-privé et les politiques de santé restent encore largement dans le domaine des États-nations.
Lion Murard parle d'une « sorte de seconde naissance » de l'OMS. Selon l'historien Patrick Zylberman, cela s'explique largement par la recrudescence de maladies épidémiques telles que le sida, la tuberculose (en 1985-1991 à New York), la peste (en Inde en 1994), l'Ébola (au Zaïre en 1995), etc. L'OMS met en place le programme DOTS visant à contrer le retour de la tuberculose (1995), la Division des maladies transmissibles (1996), le Global Outbreak Alert and Response Network (2001), chargé de signaler à Genève « tous les événements susceptibles de donner lieu à des urgences sanitaires de portée internationale » et non plus seulement les occurrences des trois pathologies quarantenaires traditionnelles (peste, fièvre jaune et choléra).
Vers 2000, l'OMS adopte le concept de "santé globale". L'historienne Chloé Maurel a montré qu'en adoptant ce mot d'ordre de "santé globale", l'OMS a développé une conception plus intégrée de la santé, prenant en compte le fait que les maladies et épidémies se développant dans un coin du monde peuvent maintenant rapidement toucher les autres parties du monde, dans la planète aujourd'hui très interconnectée par les déplacements accrus, et que l'état de santé dans un pays dépend de l'état de santé dans d'autres pays. L'approche de la santé doit donc devenir globale et mondialisée.  

Carte de la ratification de la Convention-cadre de l’OMS pour la lutte antitabac.
Membres
Signataires
Non signataires et non membres

À partir des années 2000, l'OMS gagne un statut de première importance sur les questions des épidémies et des pandémies tel que la grippe aviaire, le SARS, Ebola. Le 12 mars 2003, l'OMS lance une alerte globale concernant les déplacements à destination de l'Asie et du Canada, sans y avoir été préalablement autorisée par les États, en raison de l'épidémie de SRAS, et s'oppose à la république populaire de Chine concernant les statistiques et le développement de l'épidémie. La même année, l'OMS met en place une convention cadre pour la lutte antitabac. En 2005, le Règlement sanitaire international est élargi au-delà des maladies spécifiques précédemment définies, qui dépossède les gouvernements de leur droit de veto sur le renseignement épidémiologique et accompagne le développement dans tous les pays de systèmes efficients de surveillance épidémiologique.
En 2009, l'apparition du virus grippal H1N1 pousse l'OMS à collaborer au développement de vaccins contre la grippe. En 2014, la lutte contre la flambée épidémique sans précédent du virus Ebola met en avant le rôle de l'OMS.
Le 31 janvier 2020, l’OMS déclare une « urgence sanitaire mondiale » devant l’épidémie de Covid-19.
Pour répondre aux besoins des personnels de santé des États membres qui souhaitent un meilleur accès à la formation continue, l'OMS créé l'Académie de l'Organisation mondiale de la santé inaugurée le 27 septembre 2021 à Lyon (France).
Le 23 juillet 2022, L'OMS déclare l'épidémie de la variole du singe en cours comme une urgence de santé publique de portée internationale.
Plus récemment, il est question d'un traité sur les pandémies, appelé en anglais International Treaty on Pandemic Prevention, Preparedness and Response, dans le cas d'une éventuelle Maladie X, afin de mieux se préparer à la future pandémie, contrairement à ce qui avait été le cas pour la Covid-19.
En janvier 2025, Donald Trump signe un décret pour entamer le processus de retrait des États-Unis de l'OMS. Le décret indique notamment que les États-Unis se retirent « en raison de la mauvaise gestion par l'organisation de la pandémie de Covid-19 qui s'est déclarée à Wuhan, en Chine, et d'autres crises sanitaires mondiales, de son incapacité à adopter les réformes nécessaires de toute urgence et à faire preuve d'indépendance par rapport à l'influence politique inappropriée des États membres de l'OMS ».
En avril 2025, l'OMS annonce avoir des difficultés financières et annonce une restructuration liée au retrait des États-Unis qui est son plus important donateur, au refus de Donald Trump de s'acquitter de ses contributions pour 2024 et 2025 avant sa sortie officielle et à la baisse de dotation d'autres pays. Tedros Adhanom annonce ainsi une restructuration notamment au siège de l'OMS, en réduisant le nombre de ses départements de près de la moitié.

## Fonctionnement
Le fonctionnement de l'OMS s'articule autour du siège situé à Genève, de six groupes géographiques délocalisés et d’un secrétariat dirigé par le directeur général.

### Structures

#### Assemblée mondiale de la santé
L'Assemblée mondiale de la santé est l'organe décisionnel suprême de l'OMS. Elle se réunit généralement à Genève en mai chaque année et des délégations de ses 194 États Membres, y siégent. Chaque membre dispose d'une voix. Elle a pour fonctions principales d'approuver le budget programme de l'OMS pour l'exercice biennal suivant et de statuer sur les grandes orientations politiques de l'Organisation. Les règlements sont votés par l'Assemblée mondiale de la santé à la majorité simple et entrent en vigueur pour tous les États membres sauf si ceux-ci refusent ou émettent des réserves dans les délais prescrits pour la notification. Elle adopte à la majorité des deux tiers de nouvelles conventions internationales sur la santé pour combler des lacunes en diverses matières. Toute convention doit être ratifiée par chaque État pour entrer en vigueur. Par exemple, elle a adopté la Convention-cadre de l’OMS pour la lutte antitabac, que seulement 6 États n'ont pas ratifiée. L'Assemblée fixe la politique et le budget de l'OMS.

#### Conseil exécutif

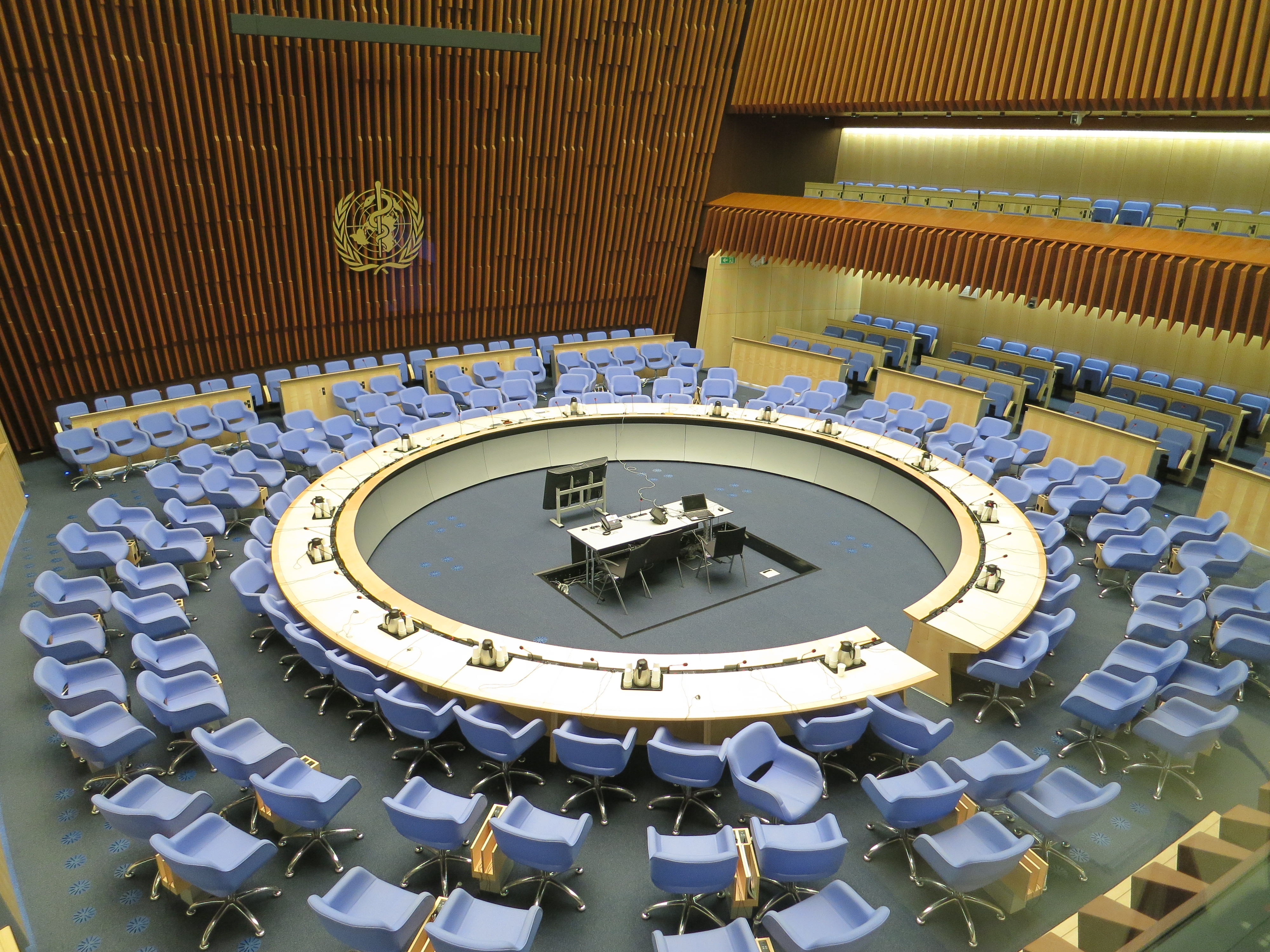
Salle du Conseil exécutif de l'OMS à Genève en 2013.

Le Conseil exécutif est l'organe chargé d'administrer l'OMS. Ses 34 membres sont élus intuitu personæ pour trois ans par l'Assemblée. Ces membres doivent avoir une compétence sanitaire, être représentatifs des organisations régionales de l'OMS. Les membres permanents du Conseil de sécurité des Nations unies ont de facto un membre au sein de ce comité. Le Conseil se réunit au moins deux fois par an. Ses principales fonctions sont d'appliquer les décisions et les directives de l'Assemblée mondiale de la santé et de lui indiquer des orientations.

#### Secrétariat

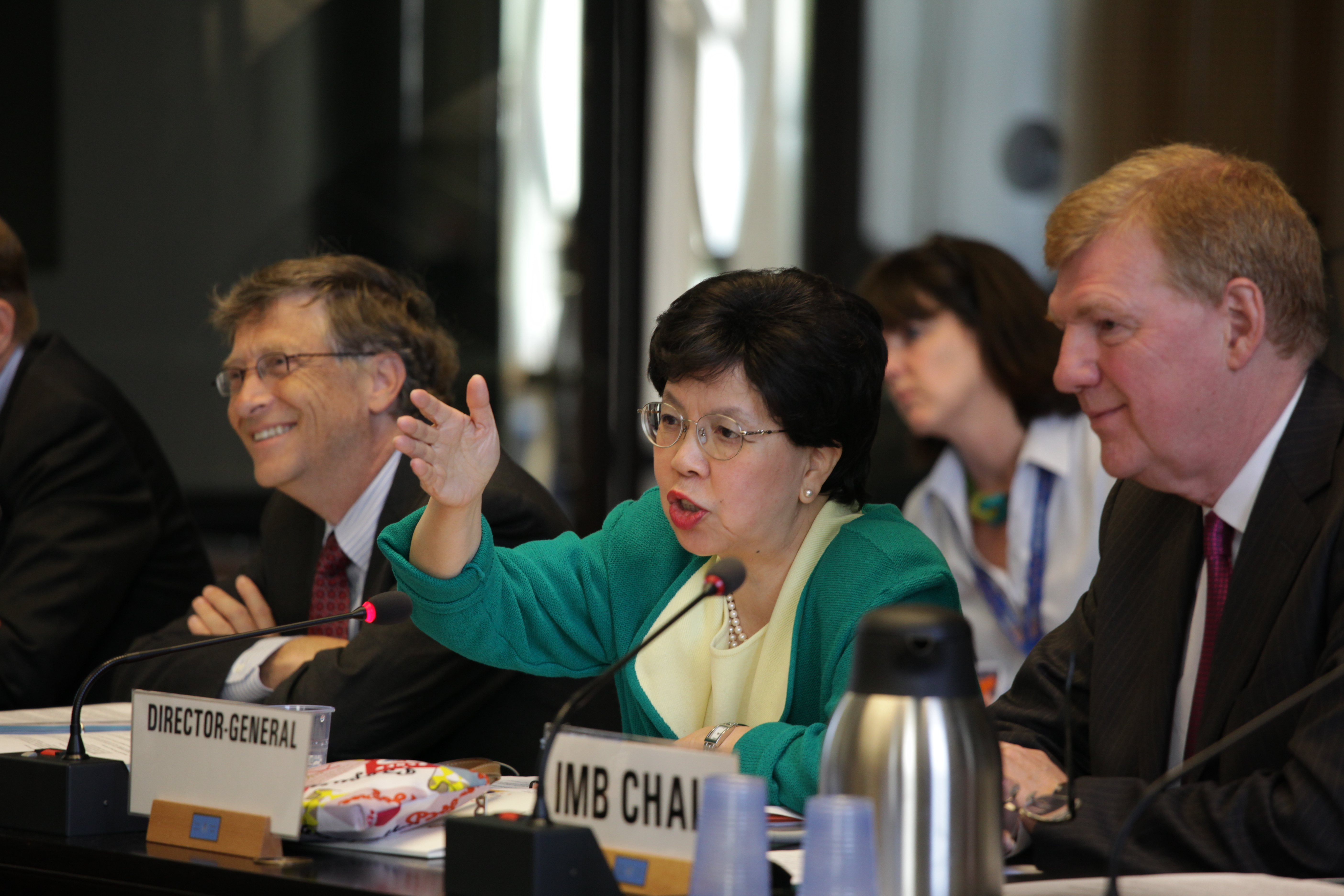
La Directrice de l'OMS Margaret Chan avec Bill Gates à l'Assemblée mondiale de la santé de 2011.

Le secrétariat est dirigé par le directeur général, nommé par les États membres pour une période de cinq ans, sur proposition du conseil exécutif. L'ensemble du personnel de l'OMS est sous la direction du secrétariat.
Le personnel du secrétariat de l'OMS se compose de professionnels de la santé, d'autres spécialistes ou experts et d'un personnel administratif travaillant au siège à Genève et sur le terrain, dans les six bureaux régionaux et ses 149 bureaux de terrain dans les pays, territoires ou zones. Les pays qui n’ont pas de bureau de l’OMS dépendent des bureaux de terrain les plus proches ou du bureau régional approprié.
Le directeur général non seulement dirige le personnel du secrétariat, mais supervise le programme du conseil et cadre le budget de l'OMS. Il possède également une fonction de représentation de l'organisation tant envers ses membres que face aux médias. Ainsi il a une grande importance sur la question de levée de fonds et sur les politiques générales à mener.
| Nom                        | Pays                                       | Date du mandat      | Image |
| -------------------------- | ------------------------------------------ | ------------------- | ----- |
| Brock Chisholm             | Canada                                     | 1948-1953           |       |
| Marcolino Gomes Candau     | Brésil                                     | 1953-1973           |       |
| Halfdan T. Mahler          | Danemark                                   | 1973-1988           |       |
| Hiroshi Nakajima           | Japon                                      | 1988-1998           |       |
| Gro Harlem Brundtland      | Norvège                                    | 1998-2003           |       |
| Lee Jong-wook              | Corée du Sud                               | 2003-2006           |       |
| Anders Nordström           | Suède                                      | 2006-2007 (intérim) |       |
| Margaret Chan              | Hong Kong ( république populaire de Chine) | 2007-2017           |       |
| Tedros Adhanom Ghebreyesus | Éthiopie                                   | Depuis 2017         |       |

En raison du décès soudain de son directeur général, Lee Jong-wook, le 22 mai 2006, l'intérim de la direction est assuré par Anders Nordström, jusqu'à l'élection de son successeur, le Dr Margaret Chan, le 8 novembre 2006.

### Patrimoine bâti à Genève

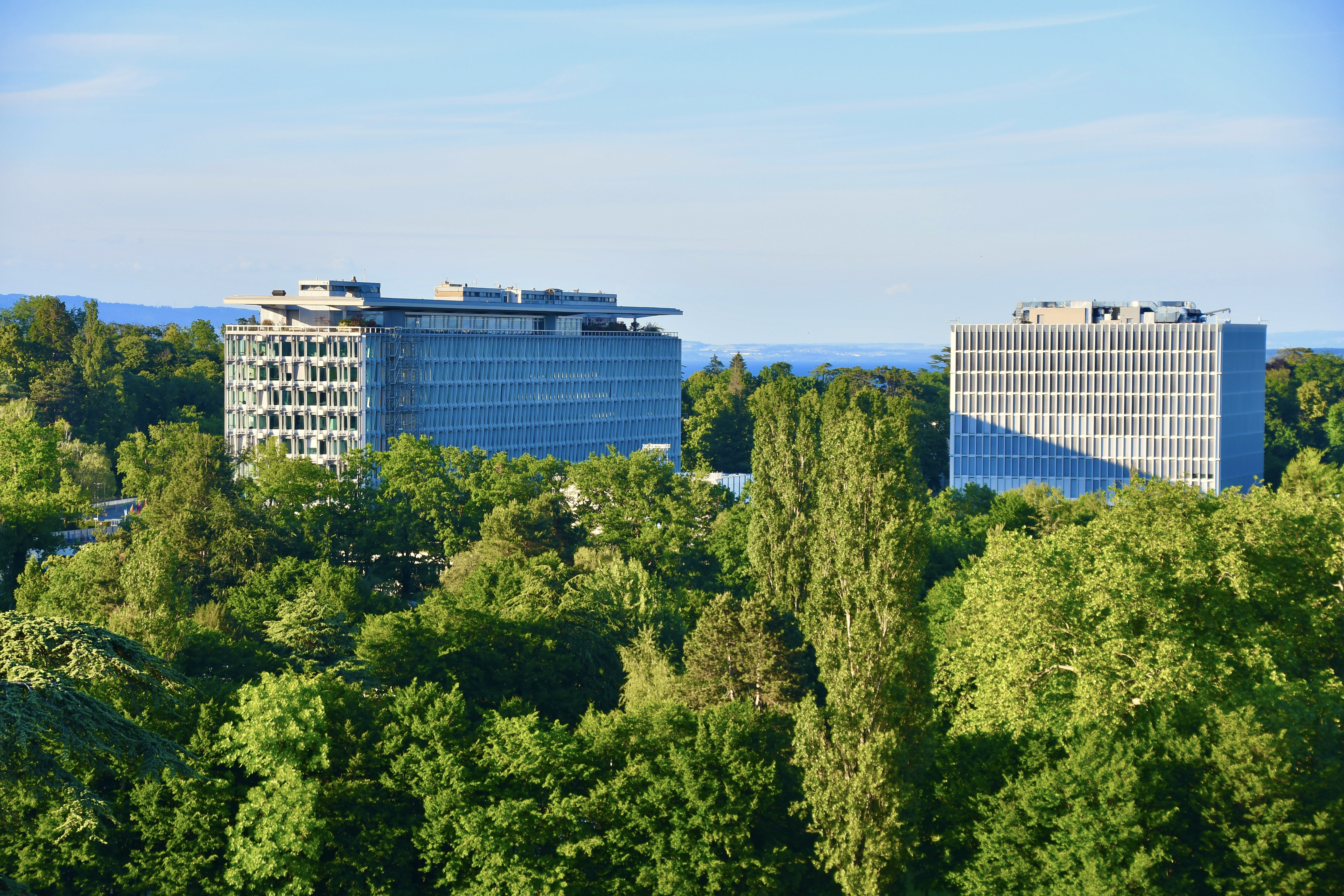
Siège de l'OMS, inauguré en 1966.

(Av. Appia no 20). Un long immeuble administratif, dû aux architectes Jean Tschumi et Pierre Bonnard, a été construit entre le 24 mai 1962 et 1966 en utilisant verre et aluminium en éléments standardisés. L’entrée est marquée par un voile de béton,. Au fil des années, le site a progressivement accueilli un campus de 16 édifices, dont le bâtiment A, bloc administratif WHO/UNAIDS ouvert en 2006 et dû aux architectes Baumschlager Eberle. Cet immeuble a encore été complété d’une tour administrative achevée en 2020 par le bureau d’architectes Berrel Berrel Kräutler.

#### Archives
Les archives internes (dossiers administratifs et des documents envoyés au Siège de l'OMS par les Bureaux régionaux), les archives externes (Office International d'Hygiène Publique et Office de l'Administration des Nations unies pour le Secours et la Réhabilitation) et les archives photographiques sont classés comme «bien culturel d'importance nationale» par l'Office fédéral de la protection de la population.

### Bureaux régionaux

Les 6 zones régionales de l'OMS.

Les États membres sont répartis dans six groupes géographiques qui ont pour but de tenir compte des problèmes sanitaires propres à chaque région de la planète. Cette organisation régionale et décentralisée est unique au sein des organisations des Nations unies. Chaque bureau régional élit un directeur régional. Ces bureaux régionaux ont vocation à servir de liens entre les gouvernements, les actions à l'échelle nationale et le siège de l'OMS. Ils gèrent également une partie des programmes transversaux et fixent des priorités à l'échelle régionale et nationale. Ainsi les bureaux régionaux gèrent de manière autonome une grande partie des ressources humaines et techniques de l'OMS, ce qui induire des critiques, des inégalités, des tensions avec le Siège ou avec les bureaux nationaux. Ils gèrent le recrutement du personnel jusqu'à un certain niveau de direction.
| Région                | Région                 | Siège                | Siège               | Pays et régions concernés | Sigle                                        |
| --------------------- | ---------------------- | -------------------- | ------------------- | --- | -------------------------------------------- |
|                       | Asie du Sud-Est        | New Delhi            | Inde                | Bangladesh, Bhoutan, Birmanie, Corée du Nord, Inde, Indonésie, Maldives, Népal, Sri Lanka, Thaïlande, Timor oriental | SEARO (South East Asia Region Office)        |
|                       | Méditerranée orientale | Le Caire depuis 2000 | Égypte              | Afghanistan, Arabie saoudite, Bahreïn, Djibouti, Égypte, Émirats arabes unis, Irak, Iran, Jordanie, Koweït, Liban, Libye, Maroc, Oman, Pakistan, Qatar, Somalie, Soudan, Soudan du Sud, Syrie, Tunisie, Yémen | EMRO (Eastern Mediterranean Regional office) |
| Alexandrie avant 2000 | Méditerranée orientale |                      | Égypte              | Afghanistan, Arabie saoudite, Bahreïn, Djibouti, Égypte, Émirats arabes unis, Irak, Iran, Jordanie, Koweït, Liban, Libye, Maroc, Oman, Pakistan, Qatar, Somalie, Soudan, Soudan du Sud, Syrie, Tunisie, Yémen | EMRO (Eastern Mediterranean Regional office) |
|                       | Pacifique occidental   | Manille              | Philippines         | Australie, Brunei, Cambodge, république populaire de Chine, Îles Cook, Corée du Sud, Fidji, Guam, Hong Kong, Japon, Kiribati, Laos, Macao, Malaisie, Îles Mariannes du Nord, Îles Marshall, États fédérés de Micronésie, Mongolie, Nauru, Niue, Nouvelle-Calédonie, Nouvelle-Zélande, Palaos, Papouasie-Nouvelle-Guinée, Îles Pitcairn, Philippines, Polynésie française, Salomon, Samoa, Samoa américaines, Singapour, Tokelau, Tonga, Tuvalu, Vanuatu, Viêt Nam, Wallis-et-Futuna                                                                              | WPRO (Western Pacific Region office)         |
|                       | Amériques              | Washington           | États-Unis          | Antilles néerlandaises, Anguilla, Antigua-et-Barbuda, Argentine, Aruba, Bahamas, Barbade, Belize, Bermudes, Bolivie, Brésil, Îles Caïmans, Canada, Chili, Colombie, Costa Rica, Cuba, Dominique, République dominicaine, Équateur, États-Unis, Grenade, Guadeloupe, Guyana, Guyane, Haïti, Honduras, Jamaïque, Martinique, Mexique, Montserrat, Nicaragua, Panama, Paraguay, Pérou, Porto Rico, Saint-Christophe-et-Niévès, Sainte-Lucie, Saint-Vincent-et-les-Grenadines, Salvador, Suriname, Trinité-et-Tobago, Îles Turques-et-Caïques, Uruguay, Îles Vierges | OPS (Organisation panaméricaine de la santé) |
|                       | Afrique                | Brazzaville          | République du Congo | Afrique du Sud, Algérie, Angola, Bénin, Botswana, Burkina Faso, Burundi, Cameroun, Cap-Vert, République centrafricaine, Comores, république du Congo, république démocratique du Congo, Côte d'Ivoire, Érythrée, Eswatini, Éthiopie, Gabon, Gambie, Ghana, Guinée, Guinée équatoriale, Guinée-Bissau, Kenya, Lesotho, Liberia, Madagascar, Malawi, Mali, Maroc, Mauritanie, Île Maurice, Mozambique, Namibie, Niger, Nigeria, Ouganda, Rwanda, Sao Tomé-et-Principe, Sénégal, Seychelles, Sierra Leone, Tanzanie, Tchad, Togo, Zambie, Zimbabwe                  | AFRO                                         |
|                       | Europe                 | Copenhague           | Danemark            | Albanie, Allemagne, Andorre, Arménie, Autriche, Azerbaïdjan, Belgique, Biélorussie, Bosnie-Herzégovine, Bulgarie, Chypre, Croatie, Danemark, Espagne, Estonie, Finlande, France, Géorgie, Grèce, Hongrie, Irlande, Islande, Israël, Italie, Kazakhstan, Kirghizistan, Lettonie, Lituanie, Luxembourg, Macédoine du Nord, Malte, Moldavie, Monaco, Monténégro, Norvège, Pays-Bas, Pologne, Portugal, Roumanie, Russie, Saint-Marin, Serbie, Slovaquie, Slovénie, Suède, Suisse, Tadjikistan, Tchéquie, Turkménistan, Turquie, Ukraine, Royaume-Uni, Ouzbékistan   | EURO                                         |

### Moyens

#### Budget
Le budget de l'OMS est défini pour une période de 2 ans, depuis 1980. Ce budget est constitué d'une contribution fixe des états et de contributions volontaires d'organisations publiques ou privées. Les contributions fixes sont des cotisations que verse chaque État membre. Elles sont déterminées en fonction du PIB et de la population de chaque État[réf. nécessaire]. Les États-Unis sont le premier contributeur au budget de l'OMS, à la fois en contributions fixes mais aussi en contributions volontaires. Ces contributions ne sont pas fléchées et peuvent être allouées de manière libre. Les contributions volontaires sont dans la majorité des cas des sommes fléchées à des actions spécifiques. Si historiquement, les contributions fixes représentaient la majorité du budget de l'OMS, depuis plusieurs décennies, les contributions volontaires excèdent celui des contributions fixes,.
Ces dernières années, l'OMS a multiplié les collaborations avec des organisations non étatiques : elle est actuellement en partenariat avec près de 80 groupes (ONG, industrie pharmaceutique et fondations caritatives telles que la Fondation Bill-et-Melinda-Gates et la GAVI Alliance).
En 2006-2007, le budget était de 3,3 milliards de dollars. En 2014, le budget était d'environ 4 milliards de dollars.
En 2016-2017, budget de 5,8 milliards de dollars. Sur la période 2018-2019, le budget de l'OMS est de 5,62 milliards de dollars. En mai 2022, l'Assemblée mondiale de la Santé adopte une décision, augmentant les contributions fixes des pays membre à minimum de 50 % du budget de l'OMS à terme, alors que ces contributions fixes ne représentaient plus à ce moment-là que 16 % du budget de l'OMS.
| N°     | Contributeur                   | Contribution fixée | Contributions volontaires | Contributions volontaires de base | Total | %      | Source |
| ------ | ------------------------------ | ------------------ | ------------------------- | --------------------------------- | ----- | ------ | ------ |
| 1      | États-Unis                     | 237                | 656                       |                                   | 893   | 15,9 % |        |
| 2      | Fondation Bill & Melinda Gates |                    | 531                       |                                   | 531   | 9,4 %  |        |
| 3      | Royaume-Uni                    | 43                 | 335                       | 57                                | 435   | 7,7 %  |        |
| 4      | GAVI Alliance                  |                    | 371                       |                                   | 371   | 6,6 %  |        |
| 5      | Allemagne                      | 61                 | 231                       |                                   | 292   | 5,2 %  |        |
| 6      | Japon                          | 93                 | 122                       |                                   | 214   | 3,8 %  |        |
| 7      | BCAH                           |                    | 192                       |                                   | 192   | 3,4 %  |        |
| 8      | Rotary International           |                    | 143                       |                                   | 143   | 2,5 %  |        |
| 9      | Banque mondiale                |                    | 133                       |                                   | 133   | 2,4 %  |        |
| 10     | Commission européenne          |                    | 131                       |                                   | 131   | 2,3 %  |        |
| Autres | Autres                         | 524                | 1 484                     | 103                               | 2 289 | 40,7 % |        |
| Total  | Total                          | 957                | 4 328                     | 161                               | 5 624 | 100 %  |        |

| Catégorie                      | Budget 2020-2021 (millions de dollars) |
| ------------------------------ | -------------------------------------- |
| Couverture maladie universelle | 1 358,8                                |
| Urgences sanitaires            | 888,8                                  |
| Meilleure santé et bien-être   | 1 358,8                                |
| Fonctions supports             | 1 090                                  |
| Éradication de la poliomyélite | 863                                    |
| Programmes spéciaux            | 208,7                                  |
| Fonds d'urgence                | 1 000                                  |
| Total                          | 5 840,4                                |

Sous la présidence de Joe Biden, les États-Unis restent le principal donateur de l'OMS. En 2023, ils contribuent pour près d'un cinquième du budget de l'agence. Après le retrait des Etats-Unis de l’OMS en janvier 2025, celle-ci commence à réduire ses dépenses. Le retrait américain de l’OMS ne devrait être effectif entre six mois à un an selon les interprétations juridiques.

#### Effectifs
| Date      | 1948 | 1957  | 1967  | 1977  | 1987  | 1993  |
| Effectifs | 206  | 1 481 | 3 178 | 4 226 | 4 384 | 4 448 |

En 2005, le total des effectifs était de 3 996 agents dont 1 549 administrateurs, en 2014, ce chiffre est passé à environ 7 000 employés.
Le personnel de l'OMS est divisé en deux catégories, des cadres devant être recrutés en respectant une répartition géographique dictée par les États membres et des employés de services généraux composé de secrétaires et employés recrutés par concours localement. À partir de 1987, l'OMS définit un objectif de répartition de son personnel par nationalité en partie par une répartition homogène entre chaque État membre (40 %) et également en fonction de la contribution financière des États membres (40 %), et dans une mesure très marginale (5 %) par la taille de la population des États membres. De même, à partir de 1983, un objectif de 20 % de personnels cadres, qui passe à 30 % en 1985. Le nombre de femmes à ces postes est ainsi passé de 18,2 % en 1984 à 25,1 % en 1992.

### États membres
« Tous les pays Membres des Nations unies peuvent devenir Membres de l'OMS en acceptant sa Constitution. Les autres pays peuvent être admis lorsque leur demande a été approuvée par vote de l'Assemblée mondiale de la Santé à la majorité simple. Les territoires n'ayant pas la responsabilité de la conduite de leurs relations internationales peuvent être admis comme Membres associés sur demande présentée en leur nom par le Membre ou l'Autorité chargée de la conduite de leurs relations internationales ». En 2020, l’OMS compte 194 États membres.

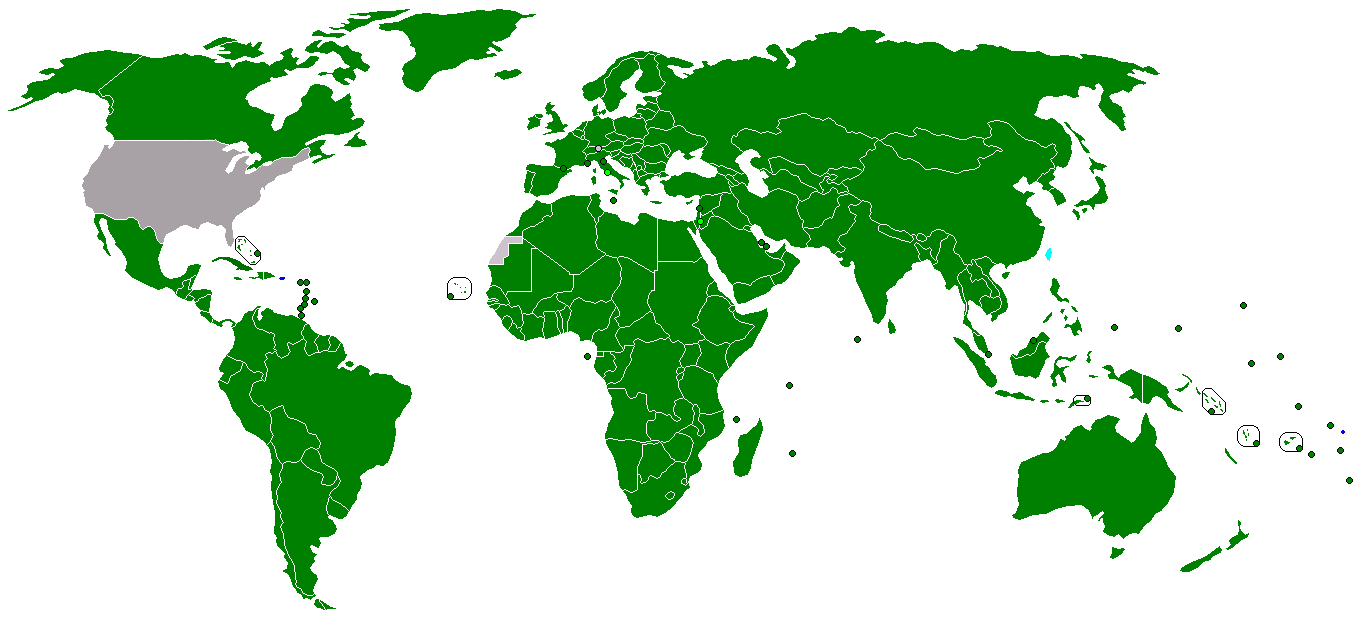
Carte des États membres en 2013.

Dans les années 1950, les pays du Bloc de l'Est deviennent des membres inactifs, l'OMS ne reconnaissant pas le départ de membres, avant de redevenir des membres à part entière en 1957. Dans les années 1960, la décolonisation permet l'entrée de nouveaux pays en développement, changeant les rapports de forces politique. En 1964, l'OMS retire le droit de vote à l'Afrique du Sud à cause de sa politique de l'Apartheid, puis celui de la Rhodésie du Sud. En 1972, l'OMS reconnait la République populaire de Chine comme le représentant de la Chine, à la place de Taïwan, dont le délégué est exclu. La république populaire de Chine ne permet pas l’entrée de Taïwan au sein de l’OMS. En 1973, la République démocratique allemande devient un membre de l'OMS, après plusieurs essais. En 1989 et 1990, l'assemblée mondiale de la Santé a rejeté la demande de la Palestine d'être un membre et non plus un membre associé, pour ne pas entrer en conflit avec les États-Unis. L'éclatement de l'URSS permet l'entrée d'une nouvelle série d’États membres. En 2008, Taïwan accède au statut de membre observateur à la suite de l'amélioration de ses relations avec la République populaire de Chine qu'elle perd à la demande de Pékin en 2016 après l'élection de Tsai Ing-wen. En janvier 2021, Joe Biden, revient sur le retrait de l'OMS des États-Unis, retrait démarré par Donald Trump à partir juillet 2020 et qui nécessitait 1 an de délai pour être effectif.
Le lundi 31 mai 2021, l’Assemblée mondiale de la Santé a adopté, par consensus, la résolution intitulée Participation du Saint-Siège à l’Organisation mondiale de la santé, présentée par l’Italie, qui formalise la participation du Saint-Siège aux travaux de l’Organisation mondiale de la santé, en sa qualité d’État non membre ayant le statut d’Observateur.
Le 20 janvier 2025, Donald Trump signe un décret exécutif pour retirer les États-Unis de l'OMS. Il est suivi en février 2025 par l'Argentine de Javier Milei.

## Actions
L'action de l'OMS a historiquement été déterminée par sa constitution, qui stipule notamment le « droit à la santé de tous les peuples » et « d'amener tous les peuples au niveau de santé le plus élevé possible ». Les grands domaines d’activité de l’OMS sont :
- Harmonisation, codification : définir des normes, des conventions, des règlements internationaux en matière de santé. Ainsi, son Comité d'experts de la pharmacodépendance a établi la classification des drogues au sein des listes de la Convention unique sur les stupéfiants de 1961 et de la Convention sur les substances psychotropes de 1971[60]. De plus, l’OMS réalise la Classification internationale des maladies (CIM), et maintient à jour une liste modèle des médicaments essentiels que tous les systèmes de santé devraient rendre disponibles et abordables pour la population selon la déclaration de Montréal sur le droit fondamental aux médicaments essentiels. L'OMS a de plus mis en place le CRVS (Civil Registration and Vital Statistics), un ensemble de bonnes pratiques visant à garantir l'enregistrement des faits d'état civil de la naissance à la mort. Enfin, pour garantir l'accès à des médicaments de bonne qualité, sécurité et efficacité, un programme de préqualification des médicaments est mis en place. L'OMS préqualifie les médicaments de laboratoires demandeurs, pour que les institutions telles que l'UNICEF ou la PAHO puissent acheter ces médicaments en toute sécurité lors d'appels d'offres internationaux, en particulier pour des pays en développement qui ne peuvent assurer l'évaluation de ces médicaments par leurs propres moyens.
- Mesures sanitaires : prendre des mesures pour arrêter une épidémie et mesures sanitaires en cas de voyages internationaux (comme la vaccination). L’OMS a déclaré en 1980 que la variole avait été éradiquée, après plus de deux décennies d'efforts dans la lutte contre cette maladie (c'est la première maladie de l’histoire à avoir été éradiquée par un effort humain). L’OMS est proche du succès dans le développement de vaccins contre le paludisme et la bilharziose, et a pour but d’éradiquer la poliomyélite dans les prochaines années. L'OMS a mis en place un programme global de lutte contre le sida, impliqué de diverses manières (accès aux soins, recherche, surveillance épidémiologique, etc.) : le HIV/AIDS Programme[61],[62]. À ce titre, l'organisation a cocréé avec la Banque mondiale le Pandemic Emergency Financing Facility[63]. L'OMS procure des informations, des conseils et des mises à jour quotidiennes sur la pandémie de Covid-19[64].
- Information et Recherche : communiquer sur la santé et promouvoir la recherche. L'OMS recueille et diffuse les données sanitaires des 193 États membres de l’OMS[65],[66]. L'OMS incite, finance et coordonne la recherche médicale, par exemple au travers du Centre international de recherche sur le cancer (CIRC) à Lyon en France ou du Centre pour le développement de la santé (WKC) à Kobe au Japon qui a été établi en 1995. L'OMS n'a cependant pas vocation à réaliser des recherches, elle-même, sauf exception[67].
- Formation et éducation : fournir un appui technique aux États membres et responsables de la santé à renforcer les systèmes de santé pour offrir à tous des services adéquats et équitables. L'OMS s’appuie pour ce faire sur un cadre d’action unique composé de six éléments essentiels[68] et le développement d'outils techniques en matière de suivi et d'évaluation des systèmes de santé[69] et du personnel de santé[70].
- Environnement sanitaire : améliorer l'alimentation, l'accès à l'eau potable, l'assainissement, l'environnement, l'hygiène, la sécurité sociale, la planification familiale. l’OMS effectue diverses campagnes liées à la santé – par exemple, pour l’augmentation de la consommation de fruits et légumes dans le monde, et pour diminuer l’usage du tabac. Le 1er février 2016, l'OMS a appelé les gouvernements à appliquer une classification aux films comportant des scènes de consommation de tabac. Le but serait d’empêcher les enfants et adolescents de moins de 18 ans de commencer à fumer des cigarettes[réf. nécessaire]. Avec la FAO, l'OMS édite le Codex alimentarius.

## Critiques

### Importance des fonds privés dans son financement
Le budget de l'OMS est critiqué pour sa dépendance aux fonds privés via, notamment le trust de la Fondation Bill-et-Melinda-Gates (10 % du financement en 2021 soit le deuxième plus gros contributeur derrière les États-Unis) et ses investissements parfois contraires à la mission de l'OMS et pouvant être sujets à des conflits d'intérêts. Selon un reportage d'Arte, l'OMS ferait preuve de complaisance et d'aveuglement vis-à-vis de certains sujets (glyphosate, uranium appauvri, lobby pétrolier, pharmaceutique, nucléaire).

### Collusion ou conflit d'intérêts avec l'AIEA
Depuis près de vingt ans[Depuis quand ?], une controverse porte sur un accord liant l'OMS et l'Agence internationale de l'énergie atomique (AIEA). Cet accord est entré en vigueur via la « résolution WHA12.40 » signée le 28 mai 1959. Ses détracteurs reprochent à cet accord d'avoir comme particularité d'imposer la confidentialité sur des « renseignements spéciaux » et certains sujets (à la discrétion de l'AIEA pour ce qui concerne le secteur du nucléaire), ceci afin de « sauvegarder le caractère confidentiel de renseignements qui leur auront été fournis. Elles [l'AIEA et l'OMS] conviennent donc que rien dans le présent Accord ne peut être interprété comme obligeant l’une ou l’autre partie à fournir des renseignements dont la divulgation, de l’avis de la partie qui les détient, trahirait la confiance de l’un de ses Membres ou de quiconque lui aurait fourni lesdits renseignements, ou compromettrait d’une manière quelconque la bonne marche de ses travaux ».
Il est à noter qu'un autre organe de l'ONU étudie l'exposition des populations aux rayonnements ionisants (particules radioactives) et que ses rapports annuels sont publics : le Comité scientifique des Nations unies pour l'étude des effets des rayonnements ionisants (UNSCEAR), d'organisation et fonctionnement similaire au Groupe d'experts intergouvernemental sur l'évolution du climat (GIEC).

### Médecine traditionnelle chinoise
L'OMS a été dirigée de 2006 à 2017 par Margaret Chan, personnellement très proche du pouvoir chinois, qui a fait d'elle une tribune et un tremplin pour assurer le succès mondial de la médecine traditionnelle chinoise, lui apportant une reconnaissance institutionnelle qui a permis le développement de milliers de centres spécialisés dans des dizaines de pays et l'émergence d'un marché global de plus de 50 milliards de dollars, essentiellement contrôlé par le gouvernement chinois. Cette instrumentalisation de l'organisation inquiète de nombreux médecins, d'autant que les traitements proposés sont en très large majorité inefficaces voire dangereux, alors que l'Assemblée mondiale de la santé en fait désormais une publicité bien peu nuancée.

### Gestion de la grippe H1N1
L'OMS a également été critiquée pour sa gestion de la crise du virus H1N1. Selon un rapport de l'Assemblée parlementaire du Conseil de l'Europe, « De graves lacunes ont été identifiées en ce qui concerne la transparence des processus de décision liés à la pandémie, ce qui soulève des préoccupations sur l’éventuelle influence que l’industrie pharmaceutique aurait pu exercer aux égards des principales décisions relatives à la pandémie ». Les conflits d'intérêts d'experts ont aussi été critiqués.

### Gestion de l'épidémie d'Ebola
L'OMS a été critiquée pour sa gestion de l'Épidémie de maladie à virus Ebola en Afrique de l'Ouest entre 2014 et 2016, notamment pour son manque de réactivité, un déficit en termes de communication et de coordination de l'urgence sanitaire,. L'urgence de santé publique mondiale n'est émis que le 8 août 2015. Ces difficultés ont induit certaines réformes au sein de l'OMS concernant les urgences sanitaires, par exemple avec la création d'un fonds de réserve en cas d'urgence.

### Guerre civile syrienne
Durant le conflit syrien, démarré en 2011 à la suite de la répression des manifestations, les ONG et les opposants à Bachar el-Assad dénoncent une instrumentalisation de l'Organisation mondiale de la santé par le régime syrien, qui exerce des pressions sur elle. L'OMS a notamment dépensé plus de 5 millions de dollars pour soutenir la banque nationale du sang syrienne, qui est contrôlée par le département de la défense d'Assad, malgré les sanctions économiques contre le régime syrien, et malgré les « préoccupations concrètes » de l'OMS quant à savoir si les approvisionnements en sang atteindraient ceux qui en ont besoin, dans un pays où l'accès à la santé est utilisé comme une arme par le régime, qui détourne l'aide humanitaire et prive d'accès aux soins ses opposants et les civils résidant dans des zones aux mains de l'occupation,,.
L'OMS est également accusée de complaisance envers le régime syrien. En 2021, l'élection de la Syrie au comité exécutif de l'OMS suscite une polémique, d'autant que le régime de Bachar el-Assad nomme comme représentant au sein du comité son ministre de la santé, Hassan al-Gabbash, bien qu'il soit placé sous sanctions internationales,.

### Gestion de la pandémie de Covid-19
La gestion de la pandémie de Covid-19 par l’OMS est mise en cause, en particulier pour sa « complaisance » vis-à-vis de la république populaire de Chine, notamment en comparaison de la gestion de l’épidémie de SRAS en 2003. En effet, ce pays est beaucoup plus puissant qu’en 2003 et l’OMS « est une instance qui est dirigée par ses États membres, lesquels ont un poids tout particulier au sein de l’organisation et échappent à toute critique de la part d’un secrétariat respectueux de la souveraineté des États. »,.
Pour la chercheuse Valérie Niquet, « l'OMS a suivi pas à pas toutes les déclarations chinoises, les répétant comme un perroquet. L'OMS n'a pas joué son rôle mais c'est exactement ce que voulait Pékin. De la même manière, elle a refusé de redonner un siège d'observateur à Taïwan, ce qui était une exigence de la direction chinoise ». Élu directeur de l'OMS grâce au soutien de la Chine, Tedros Adhanom Ghebreyesus est accusé d'avoir repris ses éléments de langage, d'avoir félicité Pékin pour sa transparence alors qu'au même moment la Chine était soupçonnée de cacher des informations et de faire pression pour ne pas déclarer d'urgence internationale, critiquant les États-Unis, qui avaient fermé leurs frontières aux voyageurs venant de Chine. Plus généralement, Tedros Adhanom Ghebreyesus est accusé d'être un instrument de la stratégie chinoise d'infiltration des organisations onusiennes, via le soft power de la diplomatie humanitaire.
Les États-Unis de Donald Trump annoncent en février 2020 leur intention de réduire de 53 % leur contribution au budget de l'OMS, mettant en danger son financement. En avril 2020, Donald Trump annonce la suspension des financements des États-Unis pour l'OMS. Les ministres des Affaires étrangères et les diplomates de haut rang des 25 pays membres de l'« Alliance pour le multilatéralisme » indiquent en avril soutenir les travaux de l’Organisation mondiale de la santé (OMS).
En réponse aux critiques de Donald Trump contre l'organisation, l'Organisation des Nations unies a apporté son soutien à l'OMS. Ainsi, le secrétaire général Antonio Guterres a déclaré : « L'Organisation mondiale de la santé, avec des milliers de ses employés, est en première ligne, soutenant les États membres et leurs sociétés, en particulier les plus vulnérables d'entre eux, avec des conseils, des formations, du matériel et des services vitaux concrets dans leur lutte contre le virus ».
Le 29 mai 2020, Donald Trump annonce que les États-Unis mettent fin à leurs relations avec l'OMS, avant que Joe Biden, élu à la présidence l'année suivante, ne décide de faire marche arrière.

### Accusations de viols
Le 28 septembre 2021, The Guardian publie une enquête indépendante selon laquelle plusieurs membres de l'organisme se sont rendus coupables de viols durant leur mission d'éradication d'Ebola en 2018-2020 en république démocratique du Congo. Le rapport a identifié 21 employés travaillant pour l'organisme mondial de santé des Nations unies parmi les auteurs d'abus graves, dont un certain nombre d'allégations de viol. Selon le rapport, les abus ont conduit à 29 grossesses, certains des auteurs insistant pour que les femmes avortent. Le rapport ajoute que l'OMS compte parmi ses auteurs des membres du personnel local et international. L'OMS s'est dite « le cœur brisé » et a déclaré continuer le combat pour mettre fin à ces abus.